# Gerardo Baca
Gerardo Baca González (ur. 13 stycznia 1982 w mieście Meksyk) – meksykański piłkarz występujący na pozycji napastnika.

## Kariera klubowa
Baca pochodzi ze stołecznego miasta Meksyk i jest wychowankiem tamtejszego zespołu Atlante FC. W meksykańskiej Primera División zadebiutował 26 marca 2000 za kadencji szkoleniowca Eduardo Rergisa, w przegranym 0:1 spotkaniu z Guadalajarą. Nie zdołał wywalczyć sobie jednak miejsca w pierwszej drużynie Atlante i w najwyższej klasie rozgrywkowej zanotował tylko trzy występy. Profesjonalną karierę zdecydował się zakończyć w wieku zaledwie 19 lat.

## Kariera reprezentacyjna
W 1999 roku Baca został powołany przez selekcjonera José Luisa Reala do reprezentacji Meksyku U-17 na Młodzieżowe Mistrzostwa Świata w Nowej Zelandii. Wystąpił wówczas w dwóch spotkaniach, pełniąc rolę gracza rezerwowego i nie zdołał wpisać się na listę strzelców. Jego drużyna odpadła ostatecznie w ćwierćfinale.